# Forced Exposure

Forced Exposure était un fanzine consacré à la musique indépendante, publié au Massachusetts de façon sporadique entre le début des années 1980 et 1993, et édité par Jimmy Johnson et Byron Coley. Il était imprimé sur du papier journal bon marché avec une mise en page très sobre, et rempli d'articles à l'humour corrosif.
Si certains articles traitaient de figures importantes de la contre-culture littéraire Charles Bukowski, William S. Burroughs, Philip K. Dick) et cinématographique (Richard Kern, Nick Zedd), l'essentiel du magazine était centré sur la culture punk et la musique underground ; le ton utilisé était souvent sarcastique, conflictuel et quelquefois moralement dérangeant. En particulier, Coley écrivait dans un langage familier qui eut une grande influence sur le journalisme rock ultérieur.
La liste des contributeurs et des personnes ou groupes interviewés rassemble la crème de la scène musicale underground de l'époque : Steve Albini, Mission of Burma, Sonic Youth, Lydia Lunch, Chris D., Tesco Vee, etc. Le 18e et dernier numéro du fanzine est sorti en 1993. Forced Exposure existe encore aujourd'hui en tant que distributeur de disques CD et vinyles.